# Дружбинське сільське поселення (Хабаровський район)
Дру́жбинське сільське поселення (рос. Дружбинское сельское поселение) — сільське поселення у складі Хабаровського району Хабаровського краю Росії.
Адміністративний центр — село Дружба.

## Населення
Населення сільського поселення становить 2011 осіб (2019; 2095 у 2010, 2279 у 2002).

## Склад
До складу сільського поселення входять:
| Населений пункт | Населення, осіб (2002) | Населення, осіб (2010) |
| --------------- | ---------------------- | ---------------------- |
| Дружба, село    | 2106                   | 1946                   |
| Лісне, село     | 173                    | 149                    |